# Malversazione di erogazioni pubbliche
La malversazione di erogazioni pubbliche, nel diritto penale italiano, è il reato previsto dall'art. 316 bis del codice penale, punito con la pena della reclusione da 6 mesi a 4 anni.

## Elemento oggettivo del reato
Sussiste il reato di malversazione a danno dello Stato quando un soggetto non facente parte della pubblica amministrazione riceve da un ente pubblico o dall'Unione europea finanziamenti, mutui agevolati o altre erogazioni dello stesso tipo, comunque denominate, destinati alla realizzazione di una o più finalità, e non li utilizza per tale scopo.

## Elemento soggettivo del reato
Per la consumazione di tale reato è previsto il dolo generico, ossia la volontà, da parte dell'agente, di sottrarre tali finanziamenti allo scopo previsto originariamente, senza che sia richiesto alcun altro fine specifico.

## Testi normativi
- Codice penale italiano